# 小行星1807
小行星1807（1807 Slovakia）是一颗围绕太阳公转的小行星。1971年8月20日，米蘭·安塔爾在岩湖天文台发现了此天体。
該小行星以東歐國家斯洛伐克命名。
这颗小行星的绝对星等为140.0508290373188等。